# Дистрофія

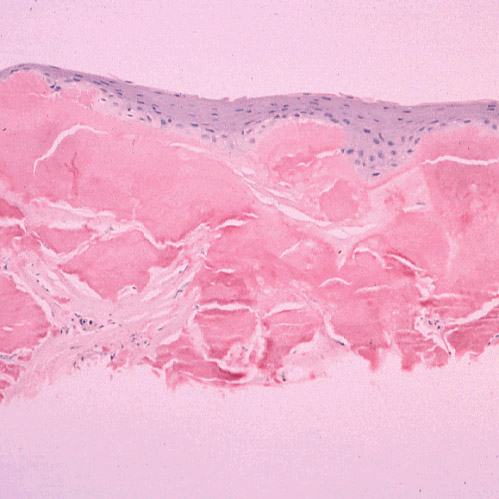
Желатинозна краплеподібна дистрофія рогівки

Дистрофія — (новолатинський термін dystrophia від грец. δῠσ, dys … — приставка, що означає утруднення, порушення, і τροφή, trophe — харчування) — медичний термін, який означає наявність морфологічного порушення метаболізму тканин (клітин), що призводить до їх структурної зміни, тому дистрофію розглядають як один з видів пошкоджень (альтерацій). Дистрофія характеризується пошкодженням клітин і міжклітинної речовини, в результаті чого змінюється функція органу. В основі дистрофії лежить порушення трофіки, тобто комплексу механізмів, що забезпечують метаболізм і збереження структури клітин і тканин. Трофічні механізми ділять на клітинні та позаклітинні. Позаклітинні механізми мають у своїй будові систему транспорту продуктів метаболізму (кров'яне і лімфатичне мікроциркуляторне русло), систему міжклітинних структур походження і систему нейро-ендокринної регуляції обміну речовин. При порушенні в будь-якій ланці механізмів трофіки може виникнути той чи інший вид дистрофії. Дистрофія найчастіше уражає дітей до трьох років, що веде до затримки фізичного, інтелектуального і психомоторного розвитку, порушень імунної системи та обміну речовин.

## Класифікація дистрофій
Дистрофії можна класифікувати відносно різних факторів.
- Відносно переважання морфологічних змін у спеціалізованих елементах паренхіми чи строми і судинах:

1. Паренхіматозні
2. Мезенхімальні
3. Змішані

- Відносно переважання порушень того чи іншого видів обміну:

1. Білкові
2. Ліпідні
3. Вуглеводневі
4. Мінеральні

- Відносно впливу набутих або спадкових факторів:

1. Набуті
2. Спадкові

- Відносно розповсюдженості процесу:

1. Загальні
2. Місцеві

Також дистрофію ділять на три види: гіпотрофію, гіпостатуру і паратрофію.
Гіпотрофія є найпоширенішою на сьогоднішній день формою захворювання. Вона виражається в недостатній масі тіла людини у співвідношенні з його зростанням і може бути пренатальної (уродженою), постнатальной (придбаної) і змішаної.
Паратрофія — порушення харчування та обміну речовин, що виражається надлишком маси тіла.
Гіпостатура — однаковий недолік ваги і зростання у відповідності з віковими нормами.
Коли дистрофія розвивається внаслідок білково-енергетичної недостатності, її називають первинною, якщо вона супроводжує інше захворювання — вторинною.

## Причини дистрофії
Дистрофія може бути обумовлена безліччю різних причин. Крім вроджених генетичних порушень обміну речовин, появу захворювання можуть викликати інфекційні хвороби, стреси, нераціональне харчування. Також причинами дистрофії можуть стати неправильний спосіб життя, зовнішні несприятливі фактори, слабкий імунітет, хромосомні захворювання.
Побутує помилкова думка, що дистрофії схильні тільки діти, які народилися раніше терміну. Але хвороба може виникнути через тривале голодування або переїдання (особливо вуглеводовмісних продуктів), проблеми шлунково-кишкового тракту, соматичні захворювання та ін.
Вроджена дистрофія часто виникає через надто молодий або, навпаки, похилий вік матері хворої дитини.